# Kargowa (stacja kolejowa)
Kargowa – stacja kolejowa na linii nr 357 w Kargowej, w województwie lubuskim, w Polsce.